# 長興 (大字)
長興，原稱為火燒，即今長治，是臺灣屏東縣長治鄉、屏東市交界地帶的一個傳統地域名稱，也是長治鄉主要行政機關所在地，位於長治鄉西南部、屏東市東部中央偏北段。相較於今日行政區，其範圍大致包括長治鄉的長興村、崙上村西南端、潭頭村、香楊村不含南部中央凸出部分、新潭村不含北端、崙上村西南部邊界地帶中段、進興村不含北部邊界地帶中段、復興村南端、榮華村西端，屏東市的華山里不含西南部及北端、大連里、豐年里、豐田里、豐原里、豐榮里不含西北端、瑞光里西北半葉的北端、長春里北大半部、橋北里北大半部，以及麟洛鄉的北部邊界地帶中央偏東一小段。
本地區境內主要聚落為火燒、新潭頭、老潭頭、香楊腳、三座屋、單座屋。在長治鄉部分設有崇華雙語學校、長興國小，在屏東市部分設有國立屏東大學林森校區及民生校區（部分）、屏榮高中、陸興高中、中正國中、屏大附小、瑞光國小、忠孝國小、民和國小。

## 歷史
台灣日治初期，長興地區為一街庄，稱為「火燒庄」（舊制街庄），隸屬於港西中里。該庄昔日西邊北段及北邊西段與海豐庄為鄰，北邊東段與德協庄為鄰，東北與番仔藔庄為鄰，東南邊為番仔厝庄，南邊為麟洛庄、歸來庄，西邊南段為阿緱街。
1901年（日治明治三十四年）11月11日，全台廢縣廳改設二十廳，該庄隸屬於阿猴廳。1904年（明治三十七年）4月15日，該庄編入「麟洛區」，隸屬於阿猴廳。1905年（明治三十八年）4月1日，阿猴廳改稱「阿緱廳」。1909年（明治四十二年）10月25日，全台合併二十廳為十二廳，麟洛區仍隸屬於阿緱廳。1920年（大正九年）10月1日，全台地方制度大改正，廢十二廳改設五州二廳，該庄改制並改名為「長興」大字，隸屬於高雄州屏東郡長興庄（新制街庄）。
戰後長興庄改制為長興鄉，隸屬於高雄縣，大字亦改制為村。1946年（民國35年）4月，長興鄉劃入省轄屏東市，改制並改名為長治區，村亦改制為里。1950年（民國39年）10月1日，高、屏分治，長治區改制為長治鄉，並改隸屬於屏東縣，里亦改制為村。1951年（民國40年）4月，長治鄉拆分出麟洛鄉，本地區仍隸屬於長治鄉。

## 聚落
本地區發展較早的聚落為火燒、新潭頭、老潭頭、香楊腳、三座屋、單座屋，在日治初期的官方地圖上已有記載。

## 交通
省道台24線是屏東至阿禮的幹道，經過本地區的火燒聚落。由該道路西行可前往屏東市，並止於頭前溪地區的省道台3線轉角路口；東行可前往鹽埔鄉東南部、內埔鄉東北端、三地門鄉、霧台鄉等地。
鄉道屏39線是長治至西勢的道路，其北側端點（起點）位於本地區中部偏東、新潭頭聚落的區道屏40線路口。
鄉道屏40線是長興至大同市場的道路，其西側端點（起點）位於本地區西北部、火燒聚落的省道台24線路口，由此向南轉東南東會經過本地區的新潭頭聚落。
鄉道屏41線是崙上至廣安的道路，經過本地區的新潭頭、老潭頭、香楊腳等聚落。
鄉道屏43線是新庄仔至過溝子的道路，其北側端點（起點）位於本地區南部邊界地帶的香楊路路口。

## 學校
長治鄉
- 崇華雙語學校
- 長興國小

屏東市
- 國立屏東大學林森校區
- 國立屏東大學民生校區（部分）
- 屏榮高中
- 陸興高中
- 中正國中
- 屏大附小
- 瑞光國小
- 忠孝國小
- 民和國小（大部分）

## 公務機關
長治鄉
- 長治鄉公所
- 屏東縣長治戶政事務所
- 屏東縣政府警察局屏東分局長治分駐所

屏東市
- 屏東縣政府消防局第一大隊屏東消防分隊